# Apple Valley, Minnesota
Apple Valley är en stad i Dakota County i delstaten Minnesota i USA. Den är en förort i storstadsområdet Minneapolis-Saint Paul. Vid folkräkningen 2010 uppgick folkmängden till 49 084 invånare. Det är Minnesotas 18:e folkrikaste stad.